# Tom Tscherning
Tom Gustav Richard Tscherning, född 16 juni 1930 i Stuttgart, Tyskland, död 7 oktober 2017 i Täby, var en svensk diplomat och hovfunktionär.

## Biografi
Tscherning var son till Landgerichtsdirektor Theodor Tscherning och Astrid Lundin. Han avlade juris kandidatexamen i Stockholm 1957 och genomförde tingstjänstgöring 1958–1960 innan han blev attaché vid Utrikesdepartementet (UD) 1960. Tscherning tjänstgjorde i Pretoria 1961, var legationssekreterare där 1962, förste legationssekreterare 1964, förste ambassadsekreterare i Rom 1964 och departementssekreterare vid UD 1966. Han var därefter ambassadråd vid delegationen i Genève 1973, minister där 1977, ambassadör i Hanoi 1977, departementsråd vid UD 1980 och ambassadör i Alger 1987-1993 och därefter ambassadör vid Heliga stolen 1993-1994. Tscherning var därefter överceremonimästare 1995–2000.

## Privatliv
Han gifte sig 1958 med Birgitta Stelling (född 1931), dotter till professor Otto Stelling och Ester (född Dahlström).
De fick 3 barn - Thomas (född 1961), Charlotte (född 1966), Andreas (född 1972).

## Utmärkelser
- H. M. Konungens medalj i guld av 12:e storleken i Serafimerordens band (2000) för förtjänstfulla insatser som överceremonimästare[3]
- 1:a klass av Vita stjärnans orden (september 1995)[4]
- Storkorset av Argentinska Majorden (4 juni 1998)[5]